# Klaudia Wnorowska
Klaudia Wnorowska (ur. 25 czerwca 2003) – polska koszykarka, występująca na pozycji silnej skrzydłowej, obecnie zawodniczka MB Zagłębia Sosnowiec.
Jako nastolatka brała udział w mistrzostwach Polski U–14 (2016, 2017) i U–16 (2018, 2019), w barwach Basket GO Przemyśl. W kategorii U–18 reprezentowała już Wisłę CanPack Kraków (2020).
W maju 2022 została mistrzynią Małopolski w koszykówce 3x3, w kategorii U23 z Wisłą CanPack II.

## Osiągnięcia
Stan na 5 stycznia 2023, na podstawie, o ile nie zaznaczono inaczej.

### Reprezentacja
- Uczestniczka mistrzostw Europy U–20 (2022 – 7. miejsce)[3]